# Кільцівка (мох)
Кільцівка (Gyroweisia) — рід мохів, що належать до родини Pottiaceae.
Рід був вперше описаний Вільгельмом Філіпом Шимпером.
Рід має космополітичне поширення.
Рід включає сім видів:
- Gyroweisia barbulacea Brotherus, 1902
- Gyroweisia monterreia Zander & F. J. Hermann, 1986 [1987]
- Gyroweisia reflexa W. P. Schimper, 1876
- Gyroweisia rohlfsiana Paris, 1896
- Gyroweisia shansiensis Sakurai, 1949
- Gyroweisia tenuis W. P. Schimper, 1876
- Gyroweisia yuennanensis Brotherus, 1929